# Tricharaea peruana
Tricharaea peruana är en tvåvingeart som först beskrevs av Townsend 1912.  Tricharaea peruana ingår i släktet Tricharaea och familjen köttflugor.
Artens utbredningsområde är Peru. Inga underarter finns listade i Catalogue of Life.